# Willem van der Veen
Willem van der Veen (Veenwoudsterwal, 8 oktober 1948, Hardegarijp, 2 januari 2002) was een Friese politieman en predikant.

## Levensloop
Na het vervullen van de militaire dienstplicht begon Van der Veen in 1974 een loopbaan als politieman in Leeuwarden. Naast zijn werk studeerde hij theologie aan de Theologische Universiteit Kampen en werd predikant. Hij is verbonden geweest aan de gereformeerde kerken van Arum, Harlingen, Sint Jacobiparochie en als laatste Ulrum in de provincie Groningen. Vanwege een ziekte was hij gedwongen om in 2000 vroegtijdig met emeritaat te gaan. Willem van der Veen is in 2002 op 53-jarige leeftijd overleden.

## Dood van Johannes Hendrikus Zelle
Op Hemelvaartsdag 1983 werd Van der Veen als politieagent na een melding van omwonenden naar Gysbert Japicxsstraat 82 gestuurd. Daar werd Johannes Hendrikus Zelle gevonden, overleden, zittend achter zijn bureau. Van der Veen raakte daarna geïnteresseerd in deze bekende dominee. Hij begon een uitgebreid onderzoek naar diens leven en schreef er een boek over dat in 2000 verscheen.

## Publicatie
- van der Veen, Willem (2000). Johannes Hendrikus Zelle: Volksverhalen over een legendarische predikant. Elka, Arum, pp. 154. ISBN 9789071532122. Geraadpleegd op 2 augustus 2022.